# Клакамас (река)
Клакамас (англ. Clackamas River) — река в штате Орегон, США. Правый приток реки Уилламетт, которая в свою очередь является притоком реки Колумбия. Составляет около 134 км в длину; площадь водосборного бассейна — 2435 км². Средний расход воды в районе города Эстакада, в 37,2 км от устья, составляет около 76 м³/с.
Берёт начало на западных склонах Каскадных гор, между вершинами Худ и Джефферсон, в округе Мэрион, в 89 км к северо-востоку от города Сейлем, на территории национального леса Маунт-Худ. В верхнем и среднем течении течёт преимущественно в северном и северо-западном, а в нижнем течении — в западном направлениях. Впадает в реку Уилламетт недалеко от городов Гладстон и Орегон-Сити. Большая часть верхней половины бассейна реки представляет собой гористую местность, покрытую густыми лесами. Нижняя часть бассейна более плотно заселена, значительную её часть составляют сельскохозяйственные угодья. Река Клакамас обеспечивает питьевой водой более 200 000 человек.